# Free Time
Free Time (écrit freetime ou free time) est une ancienne chaîne française de restauration rapide créée en 1982, populaire dans les années 1980[réf. nécessaire] grâce à des publicités marquantes et pour ses sandwichs « à bague »,, celle-ci étant censée empêcher leur dislocation et permettre donc de manger proprement.
C'est une chaîne de restauration rapide à la française, avec entre autres des pains longs (au lieu des pains ronds de la concurrence) et des tranches de rosbif dedans.

## Historique
Début 1983, Accor rachète les 7 restaurants Chicken Shop détenus par Eurocom (la branche publicitaire de Havas à l’époque), pour développer son projet Free Time en France.
A la fin de l’année 1983, Free Time (dont Accor et Eurocom sont actionnaires) s’associe avec la Socopa (SOciété de COnditionnement de Produits Agricoles) spécialisée dans la transformation de viandes, pour assurer l'approvisionnement et la qualité de ses produits, au sein de l'entreprise.
En 1988, la chaîne franco-belge Quick rachète les restaurants Free Time. Ils disparaissent définitivement du paysage français en 1992.
En 2016, un local commercial situé au 86, boulevard du Montparnasse annonce sur sa devanture le retour de Free Time mais celui s'avère être un canular de la part de Big Fernand,.

## Implantations
| Pays                  | Nombre de restaurants |
| --------------------- | --------------------- |
| France métropolitaine | 46                    |